# 10079 Meunier
A 10079 Meunier (ideiglenes jelöléssel 1989 XD2) a Naprendszer kisbolygóövében található aszteroida. Eric Walter Elst fedezte fel 1989. december 2-án.